# شير روزوود

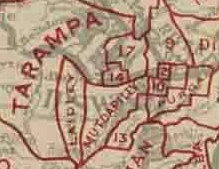
خريطة روزوود ومناطق الحكم المحلي المجاورة ، مارس 1902. بلدية إبسويتش (2) ، قسم براسال (9) ، قسم بوندانبا (10) ، قسم نورمانبي (13) ، قسم روزوود (14) ، قسم والون (17)

شاير روزوود هي منطقة حكومية محلية سابقة في جنوب شرق كوينزلاند في أستراليا .

## التاريخ
في 11 نوفمبر 1879 ، تم إنشاء قسم والون كواحد من 74 قسمًا في كوينزلاند بموجب قانون مجالس الأقسام لعام 1879 . في 11 أكتوبر 1890 ، تم فصل جزء من قسم والون لإنشاء قسم روزوود .
أجريت أول انتخابات في قسم روزوود في 31 يناير 1891 وعقد الاجتماع الأول في 11 فبراير 1892.
في 31 مارس 1903 ، مع تمرير قانون السلطات المحلية 1902 ، أصبح قسم روزوود شاير روزوود ، بينما أصبح قسم والون شاير والون .
بعد بضع سنوات من المناقشة المطولة والحجج الكبيرة ، في 4 يوليو 1905 ، تم إلغاء شاير متدابلي ودمجها في شاير الموسعة من روزوود . وكان الأساس المنطقي لهذا الاندماج هو أن الشريطين كانا صغيرين للغاية بحيث لا يكونا اقتصاديين ، حيث يذهب 30 ٪ من الدخل إلى نفقات المكاتب ؛ كان من المتوقع أن يكون للمجمع المشترك المزيد من الأموال للطرق. تم تأجيل انتخابات مجلس الشورى العادية التي كان من الممكن إجراؤها عادةً في بداية عام 1905 في انتظار الانتهاء من الاندماج. سيشكل موتدبلي شاير السابق قسمين داخل شاير الجديد ، كل منهما يعيد عضوين ، بينما سيشكل روزوود السابق قسمًا واحدًا داخل شاير الجديد ، ويعيد 3 أعضاء.

### مخطط إبسويتش الأكبر لعام 1916
في 13 أكتوبر 1916 ، تم تنفيذ ترشيد مناطق الحكومة المحلية في إبسويتش وحولها. تضمن إلغاء خمس إطارات:
- براسال
- بوندانبا
- لود
- بورغا
- الوالون

مما تسبب في :
- توسع شاير روزوود بتضمين جزء من شاير والون
- شاير إيبسويتش جديد من خلال دمج جزء من شاير براسال ، وجزء من شاير بوندانبا ، وجزء من شاير والون وكل شاير بورغا
- مدينة إيبسويتش المتضخمة من خلال تضمين جزء من شاير براسال وجزء من شاير بوندانبا
- تضخم شاير إسك من خلال تضمين شاير لوود بالكامل

### 1937 حل المجلس
في أكتوبر 1937 ، استقال ستة مستشارين احتجاجًا ، زاعمين أن رئيس الشاحنة كريستي ليتمان أذن لكاتب الشير بالعمل لساعات إضافية ، على الرغم من قرار سابق كان مطلوبًا موافقة المجلس. أجري تصويت بحجب الثقة عن الرئيس. ومع ذلك ، بما أن دور الرئيس انتخب من قبل الناخبين وليس من قبل المجلس ، فإنه لم يكن له تأثير. التمس السكان المحليون بعد ذلك حكومة كوينزلاند لحل المجلس. في نوفمبر 1937 ، قامت الحكومة بحل المجلس وأمرت بإجراء انتخابات لمجلس جديد ، والتي جرت في 11 ديسمبر 1937. تنافس جميع أعضاء المجلس المنحل على إعادة انتخابه ؛ بالإضافة إلى ذلك ، كان هناك مرشحين آخرين. نتائج الانتخابات كانت مختلطة. بينما تم انتخاب رئيس جديد لوفيداي أفضل من الرئيس السابق ليتمان ، لم يتم إعادة انتخاب عدد من أعضاء المجلس السابقين الذين استقالوا احتجاجًا على تصرفات ليتمان.

### مخطط إبسويتش الأكبر لعام 1949
في 29 يناير 1949 ، تم سن قانون جديد للحكم المحلي لزيادة اندماج الحكومة المحلية في منطقة إيبسويتش ، وإلغاء شيرس نورمانبي وروزوود . تم توسيع مدينة إيبسويتش (من 12 ميلاً مربعاً إلى 30 ميلاً مربعاً) لتشمل الأجزاء الحضرية من شاير أوف موريتون (المعروفة سابقًا باسم شاير إيبسويتش ). تم توسيع شاير موريتون بعد ذلك من خلال تضمين الجزء الشمالي من شاير نورمانبي وكل شاير روزوود. تم نقل الجزء الجنوبي من شاير نورمانبي إلى شاير بونا الموسع.

## الرؤساء
- فبراير 1891 - فبراير 1892: ستيفن هاردجراف [2][17]
- فبراير 1892 - مارس 1892: وليام أرندت (استقال) [18]
- مارس 1892 - مايو 1892: مارك بنسلي (استقال) [19]
- مايو 1892 - فبراير 1897: ستيفن هاردجراف [20][21][22][23][24][25]
- فبراير 1897 - فبراير 1898: جون لين [26]
- فبراير 1898 - يناير 1899: ستيفن هاردجريف [27]
- يناير 1899 - فبراير 1900: توماس إدوارد كولسون [28]
- فبراير 1900 - فبراير 1901: روبرت صموئيل هودج [29]
- فبراير 1901 - فبراير 1902: ريتشارد روبرت رودولف كامب [30]
- فبراير 1902 - فبراير 1903: توماس إدوارد كولسون [31]
- فبراير 1903 - فبراير 1904: كزافييه أوبرل [32]
- فبراير 1904 - : توماس إدوارد كولسون
- 1905: توماس إدوارد كولسون [33]
- سبتمبر 1905 - : إي كولينز [34]
- 1910: جون ياتس [35]
- 1911–1912: السيد كريدي [36]
- يناير 1912 - يناير 1913: جون كيرت فقط [37]
- فبراير 1913 - فبراير 1914: فرانسيس آرثر كينجستون [38]
- فبراير 1914 - : السيد أهيرن [39]
- فبراير 1919 - فبراير 1920: هربرت دوتني [40][41]
- فبراير 1920 - يوليو 1921 : جيمس آرثر ويلز
- يوليو 1921 - أغسطس 1923: ويليام رونو [42][43]
- أغسطس 1923 - أبريل 1927: هربرت دوتني [44][45]
- أبريل 1927 - مايو 1930: فرانك جوليوس ويليام إتشستادت [46]
- مايو 1930 - سبتمبر 1930: هاري هاينر (توفي في منصبه في 22 سبتمبر 1930) [47][48][49]
- نوفمبر 1930 - أبريل 1936: فرانك جونثورب [50][51][52][53]
- أبريل 1936 - ديسمبر 1937: كريستي ليتمان (تم حل المجلس) [54]
- ديسمبر 1937 - يونيو 1945 (استقال): آرثر جيمس لوفيداي [55][56][57][58][59][60][61][62]
- يونيو 1945 - 1949: كورنيليوس جوزيف مورفي [63][64][65][66]

## روابط خارجية
- "Rosewood and Rosewood Shire". Queensland Places. Centre for the Government of Queensland, University of Queensland. مؤرشف من الأصل في 2020-03-28.